# Al Jourgensen

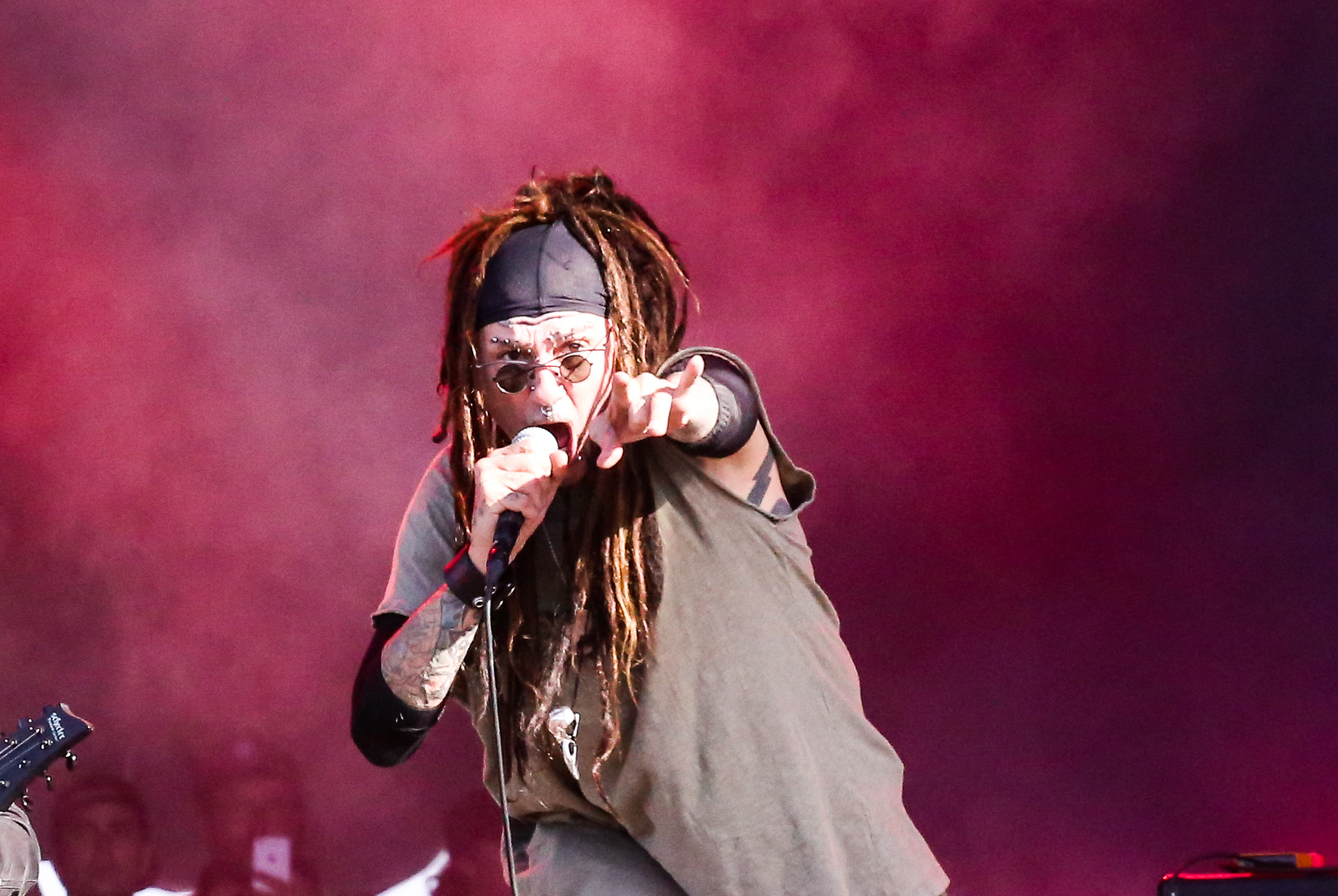
Al Jourgensen avec Ministry au Hellfest en juin 2017

Allen David Jourgensen, né le 9 octobre 1958 à La Havane (Cuba), plus connu sous le nom de Al Jourgensen, est un chanteur et musicien américain. Il est le créateur et leader du groupe de metal industriel Ministry. Il est parfois crédité sous les noms Alain Jourgensen, Alien Jourgensen, Hypo Luxa, Dog, Alien Dog Star et Buck Satan dans les différents projets musicaux qu’il a créé ou auxquels il a simplement participé, en tant que chanteur, guitariste, ou claviériste. Al Jourgensen est également connu pour être porté sur la drogue et l'alcool, ainsi que pour ses positions très violentes contre George W. Bush.

## Biographie
Né d'une mère cubaine et d'un père norvégien, il grandit à Chicago dans l'Illinois et à Denver dans le Colorado, pour ensuite fréquenter l'université du Colorado. Il travailla ensuite comme DJ sur des radios, jusqu'à entamer sa carrière de musicien professionnel en rejoignant le groupe Special Affect.
Jourgensen a été marié de 1984 à 1993 à Patty Marsh, avec qui il eut un enfant. Il se remaria en 2002 avec Angelian Luckacin.
Arrivant souvent dans un état d'ébriété avancé sur scène, il n'est pas rare de le voir boire son whisky à la bouteille entre deux cigarettes durant ses concerts. Ses paroles sont un bon miroir de sa vie, montrant sa dépendance à l'héroïne et à la cocaïne ainsi que son alcoolisme, mais surtout ses opinions politiques, attaquant très violemment George W. Bush durant ses deux mandats (2001 - 2009).
Jourgensen a toujours vécu avec les drogues, jusqu'au jour où, en 1995, après un raid de police au QG de Ministry, il fut arrêté pour possession de drogues et reçut une mise à l'épreuve de 5 ans. Cette période fut très dure pour lui, mais, en 2003, il affirme être totalement désintoxiqué.
Pourtant, si Al Jourgensen dit ne pas boire d'alcool ni prendre aucune drogue en privé (« When I'm at home, I don't drink or anything like that »), il avoue se laisser aller lors des tournées (« On tour, everything's crazy ») et après « C-U-LaTour » (2008), de retour à la maison une hémorragie digestive manque de le tuer. En effet, la rupture d'une de ses artères gastriques entraîne un arrêt cardiaque ; Al Jourgensen est réanimé, transporté d'urgence à l’hôpital puis, après avoir perdu 65 % de son sang, il est « rafistolé » par les médecins (« patched up », comme il le dira lui-même). Aujourd'hui il assure avoir une vie plus saine. Le douzième album de Ministry Relapse (Rechute, en français) prouve une santé recouvrée mais après tous ces déboires, Al ne sait pas de quoi demain sera fait : "I don't have my crystal ball out, so I can't predict the future".
À la fin de 2012, une nouvelle épreuve vient frapper le grand-père du rock industriel : son guitariste et ami, Mike Scaccia âgé de 47 ans, meurt sur scène d'une crise cardiaque.

## Carrière musicale

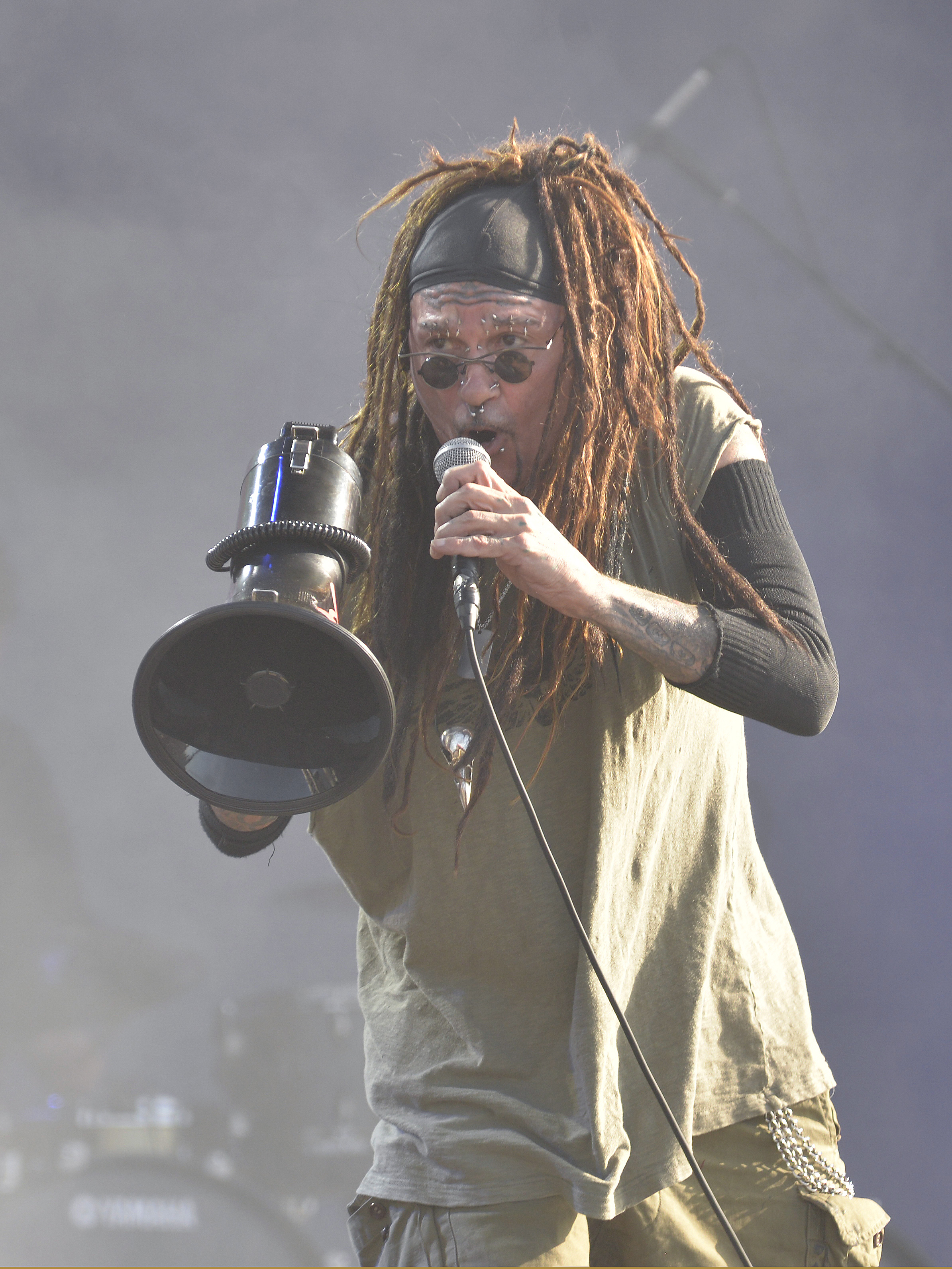
Al Jourgensen en concert avec Ministry au Hellfest 2017.

En 1981, Jourgensen quitte Special Affect pour créer son propre groupe : Ministry sur le label Wax Trax records. Au départ plutôt électro-pop, le groupe prit un virage pour devenir le groupe de metal industriel que l'on connait aujourd'hui.
Plus tard, il forma Revolting Cocks, un autre projet, regroupant de grands pontes de l'indus.
En 2006, Jourgensen sortit deux albums : Rio Grandé Blood de Ministry et Cocked and Loaded de Revolting Cocks sur son nouveau label : 13th Planet Records.
Jourgensen eut un petit rôle dans le film A.I. Intelligence artificielle et ses chansons apparaissent dans de nombreux films.

## Opinions politiques
Jourgensen est un artiste des plus politisés, critiquant ainsi la majeure partie des programmes des républicains et soutenant le plus souvent les démocrates. En 1992, le titre N.W.O. (New World Order) est une charge directe à l'encontre de George Bush père. Douze années plus tard, en 2004, avec Houses of the Molé, il montre son aversion pour George W. Bush, thème repris dans l'album de Ministry Rio Grandé Blood et tout dernièrement dans son dernier album The Last Sucker qui clôt la trilogie de haine envers W. Bush, ainsi que dans ses autres projets parallèles.

## Projets
- Ministry
- Revolting Cocks
- 1000 Homo Djs
- PTP
- Acid Horse
- Lead Into Gold
- Pailhead
- Buck Satan & the 666 Shooters
- Lard
- Special Affect

## Collaborations
- Alan Vega, "Saturn Strip" (1983), co-composition et claviers sur "Saturn Drive".
- Front Line Assembly, "Improvised. Electronic. Device." (2010), chant sur "Stupidity".
- Coal Chamber, "Rivals" (2015), chant sur "Suffer In Silence".